# Vermont Wild
Die Vermont Wild waren eine US-amerikanische Eishockeymannschaft in Morrisville, Vermont. Das Team spielte in der Saison 2011/12 in der Federal Hockey League.

## Geschichte
Das Franchise sollte ursprünglich Green Mountain Rock Crushers heißen, wurde jedoch schließlich unter dem Namen Vermont Wild zur Saison 2011/12 als Expansionsteam in die Federal Hockey League aufgenommen. Damit waren die Wild das erste und bislang einzige professionelle Eishockeyfranchise in Vermont. Bereits nach nur zehn absolvierten Spielen stellte die Mannschaft am 25. November 2011 den Spielbetrieb mit sofortiger Wirkung ein. Daraufhin wurde von der FHL mit den Delaware Federals eine Mannschaft gegründet, die den Spielplan der Vermont Wild fortführte, jedoch aufgrund einer fehlenden eigenen Arena ausschließlich auswärts antrat.
Ihre Heimspiele trugen die Vermont Wild in der 1.000 Zuschauer fassenden Green Mountain Arena aus. 

## Saisonstatistik
Abkürzungen: GP = Spiele, W = Siege, L = Niederlagen, T = Unentschieden, OTL = Niederlagen nach Overtime SOL = Niederlagen nach Shootout, Pts = Punkte, GF = Erzielte Tore, GA = Gegentore, PIM = Strafminuten
| Saison  | GP | W | L | OTW | OTL | Pts | GF | GA | Platz  | Playoffs           |
| 2011/12 | 10 | 2 | 6 | 1   | 1   | 9   | 43 | 65 | 8. FHL | nicht qualifiziert |